# U-358
U-358 — німецький підводний човен типу VIIC, часів Другої світової війни.
Замовлення на будівництво човна було віддане 26 жовтня 1939 року. Човен був закладений на верфі суднобудівної компанії «Flensburger Schiffsbau-Ges» у Фленсбурзі 25 червня 1940 року під заводським номером 477, спущений на воду 30 квітня 1942 року, 15 серпня 1942 року увійшов до складу 8-ї флотилії. Також за час служби входив до складу 7-ї флотилії. Єдиним командиром човна був капітан-лейтенант Рольф Манке.
Човен зробив 5 бойових походів, в яких потопив 3 судна (загальна водотоннажність 17753 брт) та 1 військовий корабель (водотоннажністю 1192 т).
Потоплений 1 березня 1944 року у Північній Атлантиці північніше Азорських островів (45°46′ пн. ш. 23°16′ зх. д. / 45.767° пн. ш. 23.267° зх. д.) глибинними бомбами британських фрегатів «Гоулд», «Аффлек», «Гор» та «Гарліз». 50 членів екіпажу загинули, 1 врятований.

## Потоплені та пошкоджені кораблі[3]
| Назва        | Тип            | Належність      | Дата           | Тоннаж (БРТ) | Вантаж                       | Статус    | Місце                                                       |
| Neva         | вантажне судно | Швеція          | 22 січня 1943  | 1 456        | Вугілля                      | потоплено | 61°35′ пн. ш. 14°15′ зх. д. / 61.583° пн. ш. 14.250° зх. д. |
| Nortind      | танкер         | Норвегія        | 26 січня 1943  | 8 221        | 11 000 т нафти               | потоплено | 58°40′ пн. ш. 33°10′ зх. д. / 58.667° пн. ш. 33.167° зх. д. |
| Bristol City | вантажне судно | Велика Британія | 5 травня 1943  | 2 864        | 2 500 т генеральних вантажів | потоплено | 54°00′ пн. ш. 43°55′ зх. д. / 54.000° пн. ш. 43.917° зх. д. |
| «Гоулд»      | фрегат         | Велика Британія | 1 березня 1944 | 1 192        |                              | потоплено | 45°46′ пн. ш. 23°16′ зх. д. / 45.767° пн. ш. 23.267° зх. д. |